# تحرک اجتماعی

تحرک اجتماعییا پویندگی اجتماعی اصطلاحی در دانش جامعه‌شناسی است که به حرکت افراد و گروه‌ها بین موقعیت‌های اجتماعی و اقتصادی مختلف گفته می‌شود. تحرک عمودی به معنای حرکت به بالا یا پایین نردبان اجتماعی و اقتصادی است. افرادی که دارایی، درآمد، یا پایگاه اجتماعی کسب می‌کنند دارای تحرک صعودی هستند، در حالی که کسانی که درآمد و پایگاه خود را از دست می‌دهند دارای حرکت نزولی می‌باشند.در جوامع امروزی میزان زیادی تحرک جانبی نیز وجود دارد که به حرکت جغرافیایی بین نواحی، شهرها، یا مناطق گفته می‌شود. تحرک عمودی و جانبی اغلب با یکدیگر همراه هستند.
دو راه برای مطالعه تحرک اجتماعی وجود دارد. نخستین راه، در نظر گرفتن مشاغل خود افراد و اندازه‌گیری حرکت آن‌ها در نردبان موقعیت‌های اجتماعی است. این گونه تحرک معمولاً تحرک درون‌نسلی نامیده می‌شود. از سوی دیگر، تحرک در میان نسل‌ها و اندازه‌گیری وارد شدن فرزندان به شغل پدرانشان، تحرک میان‌نسلی نام دارد.
میزان تحرک عمودی در جامعه یکی از عمده‌ترین شاخص‌های توسعه انسانی است. هرچقدر که میزان تحرک عمودی بیش‌تر باشد؛ بیان‌گر این است که افرادی که در قشرهای پایین‌تر متولد می‌شوند می‌توانند موقعیت اجتماعی خود را تغییر دهند. تغییر موقعیت اجتماعی، نشان‌دهنده فضای باز جامعه‌است. آمارها نشان می‌دهند که سه کشور سوئد، لهستان و ایالات متحده آمریکا بیش‌ترین میزان تحرک عمودی در جهان را دارند.
در جوامعی که معیارهای انتسابی در برخورداری بر معیارهای اکتسابی غلبه دارند؛ راه ارتقا و تحرک صعودی برای افراد بسته می‌شود و زمینه برای ایجاد انسداد اجتماعی به وجود می‌آید.